# Bunge (växt)
Bunge (Samolus valerandi) är en flerårig, självpollinerande växtart i familjen Viveväxter. Den lever vanligtvis nära eller till och med i vattendrag med skiftande vattenstånd, också vid salt eller bräckt vatten. Arten säljs ibland som prydnadsväxt för sötvattenakvarium och trädgårdsdammar, men överlever sällan mer än några månader helt under vatten.

## Utseende
Bunge har glatta, nedtill rosettställda, upptill strödda blad och i klase ordnade vita, klocklika blommor, vilkas stödjeblad är förskjutna ut på skaften.

Bilder i urval
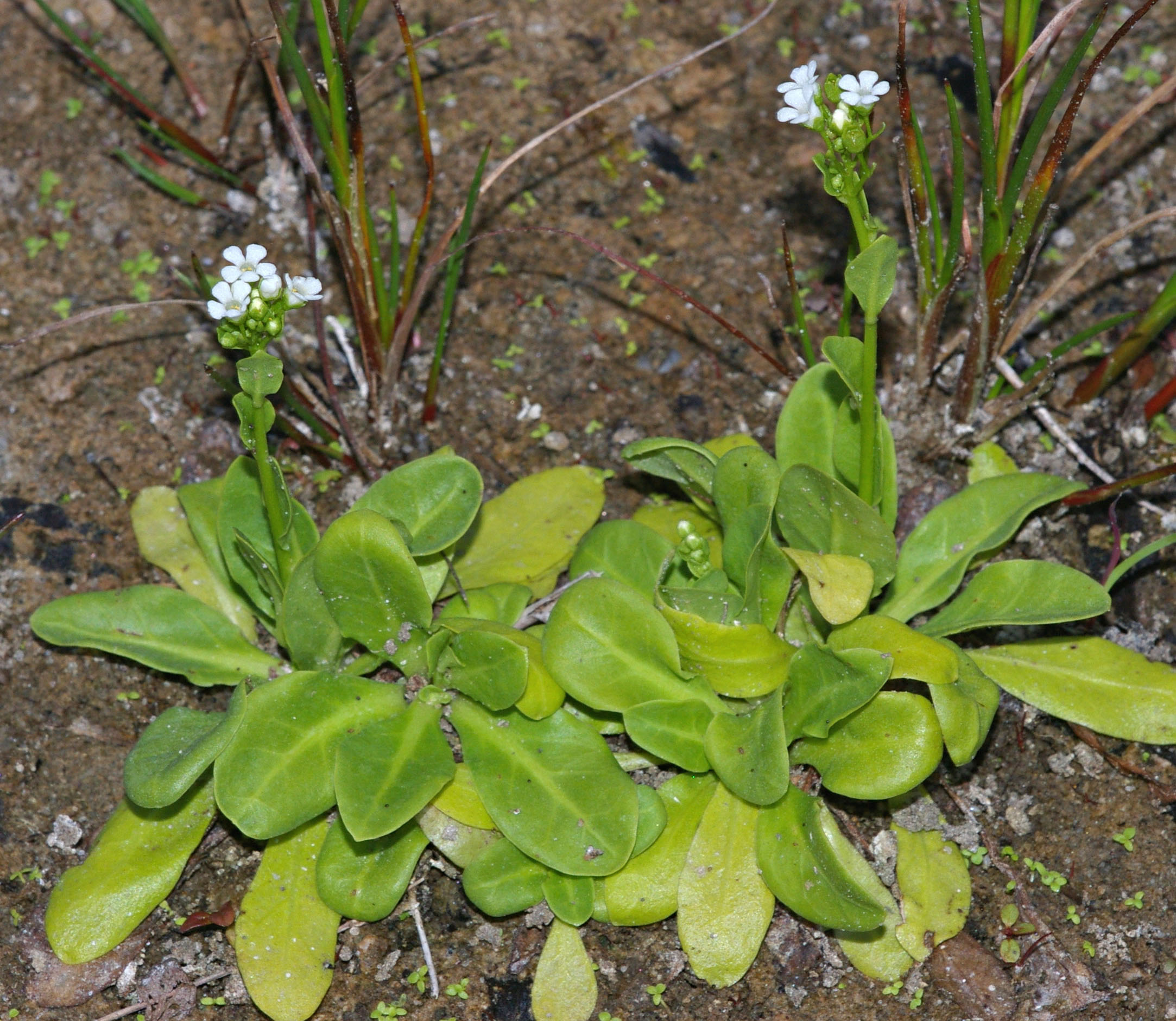
Blommande examplar
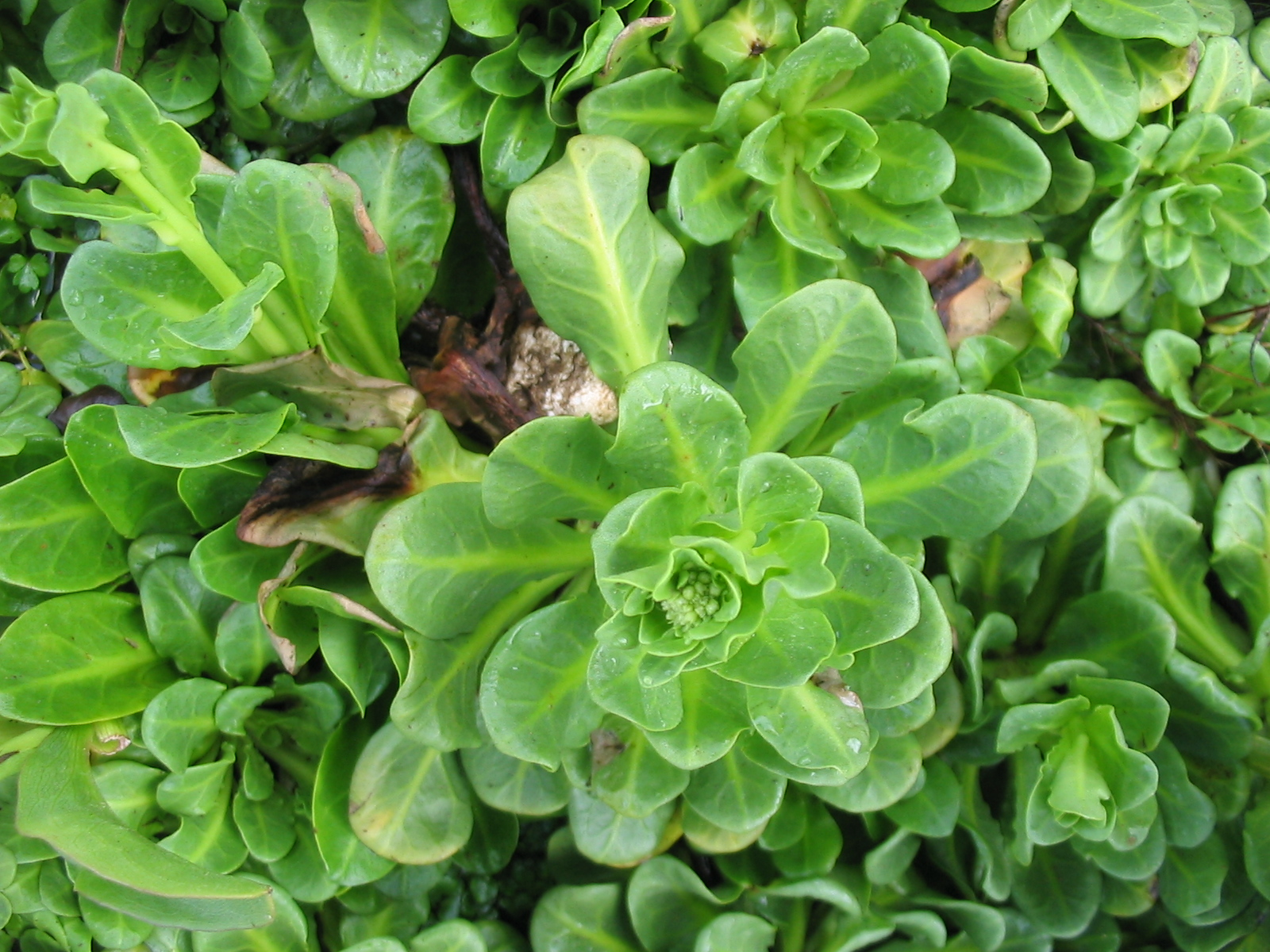
Bladverk

## Utbredningsområde
Arten är vida spridd och förekommer vilt i stora delar av Europa, Afrika, Asien, Australien och Nord- såväl som Sydamerika. I Sverige är den sällsynt, men finns utmed kalkrika stränder vid Östersjön och västra Skånes kust.